# Elecciones generales de Ghana de 1979
Las elecciones generales de Ghana de 1979 se celebraron el 18 de junio con el fin de restaurar el orden constitucional tras el derrocamiento del Consejo Militar Supremo, que dirigió más de siete años de gobierno militar, por parte de Jerry Rawlings en un golpe de Estado a principios de dicho mes. Ninguno de los candidatos presidenciales obtuvo la mayoría absoluta requerida para ser elegido en primera vuelta, realizándose una segunda el 9 de julio, con el nkrumahista Hilla Limann y el progresista Victor Owusu como candidatos. La participación fue sumamente baja, no alcanzando el 40%. Sin embargo, según varios observadores, las elecciones fueron "libres y justas dentro de lo que es humanamente posible en las condiciones locales". Los comicios fueron únicos en la región, puesto que al momento de realizarse, todos los países vecinos de Ghana eran estados unipartidistas o dictaduras militares.
Limann en última instancia obtuvo el 62% de los votos y fue juramentado presidente el 24 de septiembre, con los demás candidatos reconociendo su derrota. El partido de Limann obtuvo mayoría absoluta en el legislativo con 71 de 140 escaños. Pese a la estabilidad inicial, el nuevo gobierno no llegaría a terminar su mandato, pues otro golpe militar, nuevamente dirigido por Rawlings, lo depuso el 7 de diciembre de 1981. No volverían a realizarse elecciones democráticas en Ghana hasta 1992.

## Antecedentes
El gobierno constitucional parlamentario de Kofi Abrefa Busia fue depuesto en un golpe de Estado a principios de 1972, instaurándose una nueva dictadura militar (la segunda en la historia del país) conocida como Consejo Nacional de Redención, que luego sería reemplazado por el Consejo Militar Supremo. Ambas juntas asumieron todas las funciones legislativas y administrativas. En 1977, después de una serie de disturbios estudiantiles y laborales, especialmente en relación con la situación económica, el Gobierno anunció un programa para el retorno al gobierno civil en julio de 1979, incluida una nueva Constitución y elecciones generales. Las elecciones parlamentarias se celebrarían simultáneamente con las presidenciales, y se restauraría el sistema presidencial de gobierno de Kwame Nkrumah, pero en el marco de una separación de poderes. Se fundaron entonces varios partidos políticos, siendo los dos más importantes el Partido Nacional del Pueblo, de centroizquierda y nkrumahista, y el Partido del Frente Popular, de centroderecha, que se declaraba continuador del Partido del Progreso.
Dos semanas antes de las elecciones, se produjo un nuevo golpe de Estado, dirigido por el Teniente Jerry John Rawlings, que disolvió el Consejo Militar Supremo e instauró el Consejo Revolucionario de las Fuerzas Armadas (AFRC). Pese a esto, las elecciones no fueron canceladas y se realizaron en la fecha indicada.

## Resultados

### Elecciones presidenciales
| Candidato             | Partido                        | Primera vuelta | Primera vuelta | Segunda vuelta | Segunda vuelta |
| Candidato             | Partido                        | Votos          | %              | Votos          | %              |
| --------------------- | ------------------------------ | -------------- | -------------- | -------------- | -------------- |
| Hilla Limann          | Partido Nacional del Pueblo    | 631.559        | 35.32          | 1.118.305      | 62.0           |
| Victor Owusu          | Partido del Frente Popular     | 533.928        | 29.86          | 686.097        | 38.0           |
| William Ofori Atta    | Convención Nacional Unida      | 311.265        | 17.41          |                |                |
| Frank Bernasko        | Partido del Congreso de Acción | 167.775        | 9.38           |                |                |
| Ibrahim Mahama        | Frente Socialdemócrata         | 66.445         | 3.72           |                |                |
| John Bilson           | Partido Tercera Fuerza         | 49.104         | 2.75           |                |                |
| R. P. Baffour         | Independiente                  | 8.812          | 0.49           |                |                |
| Kwame Nyanteh         | Independiente                  | 8.480          | 0.47           |                |                |
| Mark Diamond Addy     | Independiente                  | 5.959          | 0.33           |                |                |
| Imoru Ayarna          | Independiente                  | 4.874          | 0.27           |                |                |
| Total                 | Total                          | 1.788.209      | 100            | 1.804.402      | 100            |
| Fuente: Nohlen et al. |                                |                |                |                |                |

### Elecciones parlamentarias
| Partido                            | Votos     | %     | Escaños |
| ---------------------------------- | --------- | ----- | ------- |
| Partido Nacional del Pueblo        | 645.080   | 36.44 | 71      |
| Partido del Frente Popular         | 541.659   | 30.60 | 42      |
| Convención Nacional Unida          | 310.062   | 17.51 | 13      |
| Partido del Congreso de Acción     | 156.484   | 8.84  | 10      |
| Frente Socialdemócrata             | 69.052    | 3.90  | 3       |
| Partido Tercera Fuerza             | 31.887    | 1.80  | 0       |
| Independientes                     | 16.165    | 0.91  | 1       |
| Total                              | 1.770.379 | 100   | 140     |
| Fuente: African Elections Database |           |       |         |